# ビッグバンド
ビッグバンド（Big Band）は、ポピュラー音楽、特にジャズにおけるバンド形式の一つ。一般には大人数編成によるアンサンブル形態のバンド、あるいはこの形態で演奏されるジャズのジャンルのことを指す。バンドは『ジャズ・オーケストラ』、ジャンルは『ビッグバンド・ジャズ』と表現をすることもある。
アンサンブルの形態としては、高度なアレンジとソロパートの組み合わせにより演奏されるため、即興演奏を主とするビバップやフリー・ジャズのジャズ・コンボとは対極を成すという見方もある。
ジャズのジャンルとしては1930年代と1940年代に主流となっていたスウィング・ジャズと同義語とされることも多いが、ビッグバンドの形式でスウィング・ジャズ以外の音楽が演奏されることも多いため、現在では必ずしも同義語ではない。

## 概要

ビッグバンド（フルバンド）での演奏者の配置例

戦前のスウィング・ジャズは、ダンスに最適な跳ねるリズムが特徴のダンスミュージックだった。ビッグバンドは複数の種類の楽器を組み合わせて編成される。一般的なビッグバンド（特にスウィング・ジャズを演奏するビッグバンド）では楽器の種類によって大きくサックス、トランペット、トロンボーン、リズムの各セクションに分けられる。
このうちトランペットとトロンボーンを総称してブラスセクション（ブラス（真鍮）で作られることの多い金管楽器で構成されるため）、さらにブラスセクションとサックスセクションを総称してホーンセクションと呼ぶこともある。総勢で17人前後（一部パートの省略や同一パートを複数人で演奏するなどで人数の上下がある）となるこの編成をフルバンドと称することが多い。1940年代に、ウッディ・ハーマンやスタン・ケントンのビッグバンドは、5人のサックス奏者、4人のトロンボーン奏者、5人のトランペット奏者という編成をとった

### サックスセクション
サクソフォーン（サックス）により構成されるセクション。「リード」と呼ばれることもある（リードを使った木管楽器により演奏されるため）。
代表的な演奏者には、ジョージー・オールド、レス・ロビンソン、ロイド・スキップ・マーチンらがいた。
一般にはアルトサックス2本、テナーサックス2本、バリトンサックス1本の計5本で構成されることが多い。アレンジによってフルート、クラリネット、ソプラノサックスが加わることもあるが、サックス奏者が曲の一部または全部で楽器を持ち替えて演奏することも多い。また、サックス同士の持ち替え（例えばバリトンサックス奏者がテナーサックスまたはアルトサックスを演奏）が発生することもある。
ビッグバンドの楽譜上で単にサックスと表示される場合、一般には1番と3番がアルト、2番と4番がテナー、5番がバリトンとなる。ただし最近では1番アルト、2番アルトのように楽器別に表示されることも多い。
サックスセクションは音色の柔らかさから、ブラスセクションの音色を和らげたり、全体としてのハーモニーを構成する際のいわば「背骨」としての役割が期待されることが多い。また、演奏時の疲労度の差（金管楽器は唇を震わせて演奏するため、長時間にわたる演奏は肉体的な負担が大きい）のため、ソロパートの伴奏部の演奏に多用されることも頻繁にある。さらにパートとしての音域の広さから、サックスパート全員によるソリの演奏が行われることも多い（実際、セクション内で旋律と対旋律とベースラインを完結させることが可能である）。一方で構造的な問題から音量や音質を極端に変えることが難しいため、演奏者にはその部分を補うための技量が求められることがある。

### トランペットセクション
トランペットにより構成されるセクション。4本のトランペットで構成されることが多いが、本数が3または5になることもある。また、コルネットやフリューゲルホルンが加わることもある。代表的な演奏者にはマイク・ウィリアムズらがいた。
音色が直線的かつ華やかであるため、曲の最も盛り上がる部分で旋律を担当したり、対旋律を担当することが多い。また、ミュートを装着することにより容易に音色を変更できるため、曲調に変化を与える際にきっかけとなることも多い。
1番トランペットが最も高い音域を演奏する。特にトゥッティで演奏される際にはバンド全体でも最も高い音域となり、特に高い音を出す技量が求められる。2番、3番につれて音域が低くなり、4番が最も低い音域となる（とはいえ、一般にはトランペットで演奏することが困難なほどの低音域とはならない）。トランペットソロを演奏する際は一般に2番（時として4番または3番）が演奏する。

### トロンボーンセクション
トロンボーンにより構成されるセクション。一般には3本のテナートロンボーンと1本のバストロンボーンで構成される。まれにテナートロンボーンをフレンチホルンやユーフォニウムに、バストロンボーンをチューバに置き換えることもある。代表的な演奏者にはローレンス・ブラウンらがいた
基本的にはトランペットと同様の役割を期待されるが、音域がトランペットよりも「低音域にある」ため、どちらかと言えばベースラインとしての役割の方が大きい。一方でトランペットよりも音は直線的でなく、音の広がりが期待できる楽器である。

### コルネット/クラリネット
コルネット奏者としては、ルイ・アームストロング、クラリネット奏者としては、ベニー・グッドマンがいた。

### リズム・セクション
ベース、ドラムス、ピアノ（または他の鍵盤楽器）、ギター、で構成されるセクション。曲によってはその他のパーカッションが加わることもある。基本的には曲の中でリズム（拍子）を刻み、サウンドを下支えすることを期待されるセクションである。

### ドラムス
ドラムスは、リズムを刻む他に曲調の変化を呼び込むために短いフレーズを入れる事を期待される。ロックの様にドラムス自身が前面に出ることはさほど多くなく（ソロパートを与えられることもあるが）、ベースなどと共に曲のテンポと曲調を整える（特にスウィング・ジャズではスウィングのリズムを正確に刻む）事に主眼が置かれる。
特に著名なドラマーにはジーン・クルーパや、バディ・リッチらがいた。
このため、ビッグバンドにおけるドラムセットは比較的シンプルな構成（シンバル1～2枚、ハイハットシンバル、タムタム2～3個、バスドラム、スネアドラム）である事が多い。但し曲調によっては構成を増やすこともある。

### ピアノ
ピアノは構成上リズムセクションとして位置づけられているが、実際にリズムを刻むことはあまりない。むしろ、ソロ楽器としての役割や、曲中で様々なアクセントを入れて、旋律に対する応答やコードによる和音での伴奏を提供することにある。従って、ピアノは（他の鍵盤楽器で置き換えることを別にすれば）他の楽器と置き換えることは役割上困難であり、特に、スウィング・ジャズにおいては不可欠な存在ともいえる。主な奏者にはテディ・ウィルソンらがいた。
なお、ピアノ（アコースティックピアノ）を他の鍵盤楽器に置き換えることで音色の変化により曲の雰囲気を変化させることを期待するバンドも増えてきている。さらには、敢えてピアノレスとすることでホーンセクションを際だたせる効果をねらっているビッグバンドもある。

### ギター
ビッグバンドにおけるギターはほとんどの場合が純粋にリズムを刻む楽器として用いられる。主な奏者にはチャーリー・クリスチャンらがいた。リズムを刻む場合、奏法はカッティングが主流となるため、ソロパート以外で目立つことがあまりなく、他のジャンル（特にギターを前面に押し出すロックなど）でギターを習得したプレイヤーにとっては退屈に感じられることがある。一方でピアノと同様にギターだけでコードと旋律を奏でることができることから、ソロパートを任されることも多い。このような歴史的経緯から、ギターパートを省略するビッグバンドも少なくない。
なお、戦後のビッグバンドの場合、音量の関係（アンプを用いないとブラスセクションに音量で劣る）もあってアコースティックギターが用いられることは少なく（フレディ・グリーンのようにビッグバンドでのアコースティック・ギターの名手もいるが）、一般にはエレクトリックギターが用いられる。映画音楽では「燃えよドラゴン」のようにワウペダルをかけたエレキ・ギターが使用されることもある。

### ベース
ベースは通常はビートと同じ拍子を休みなく刻み続け、ソロの導入部（ブレイク）や曲中に曲調が変化するタイミングを除けば、その調子が大きく変化することはない。しかしながら、ベースが欠けると曲全体が締まらなくなり、その意味では非常に重要な楽器といえる。代表的な演奏者にはトリガー・アルバートらがいた。
曲調によってアコースティックベース（ウッドベース）とエレクトリックベースを使い分けるのが一般的であるが、エレクトリックベースですべての曲調をカバーすることもある。奏法はフィンガー・ピッキング奏法がほとんどであるが、曲調によっては弓を使ったボウイング（このときはエレクトリックベースでは演奏できない）やスラップ奏法（チョッパー）で演奏されることもある。

## 9ピース
人数の構成上、フルバンドから各セクションの人数を大幅に減じて、サックス3（アルト、テナー、バリトン各1）、トランペット2、トロンボーン1、リズム3（ピアノ、ベース、ドラムス）の総勢9人編成とする場合がある。これは9ピースと言い、広義にはビッグバンドの一種といえる。（ビッグバンドとコンボの中間とする見方もある）

## 指揮者について
ビッグバンドはこのような大人数編成を基本とするにもかかわらず、演奏時に指揮者を置かないケースがかなり見られる。これは、演奏者が（クラシックや吹奏楽の様に指揮者からの指示で演奏を変化させるのではなく）リズムセクションの動きに応じて演奏を変化させるケースが多いことから、演奏の最初と最後の合図以外は指揮が不要であるという判断に基づくものである。
指揮者を置かない場合は、リズムセクション（主にドラム）が最初の合図（カウント）を入れ、コンサートマスターが最後を締める事が多い。

## 主な楽曲
- 「シング・シング・シング」 - ベニー・グッドマン
- 「A列車で行こう」 - デューク・エリントン
- 「ラプソディ・イン・ブルー」 - グレン・ミラー
- 「鬼警部アイアンサイド」(テーマ曲) - クインシー・ジョーンズ
- 「燃えよドラゴン」(テーマ曲) - ラロ・シフリン

## 主なバンドリーダーとビッグバンド

### 世界
ラストネームの五十音順
- テディ・ウィルソン
- マイク・ウェストブルック
- ローレンス・ウェルク
- ギル・エヴァンス
- デューク・エリントン
- ラリー・エルガート&ヒズ・マンハッタン・スウィング・オーケスラ [10]
- ベニー・カーター
- ディジー・ガレスピー
- キャブ・キャロウェイ
- ゴードン・グッドウィン - ビッグ・ファット・バンド
- ベニー・グッドマン
- スタン・ケントン
- サド・ジョーンズ - メル・ルイス・ジャズ・オーケストラ
- クインシー・ジョーンズ
- ハリー・ジェイムス
- ジョージ・シュラー - オレンジ・ゼン・ブルー
- ラロ・シフリン
- ウィリス・ジャクソン
- アーティ・ショウ
- ドン・セベスキー
- ブライアン・セッツァー - ブライアン・セッツァー・オーケストラ
- クロード・ソーンヒル
- ジャック・ティーガーデン
- エディ・デューチン
- トミー・ドーシー
- レニー・ニーハウス
- サミー・ネスティコ
- オリヴァー・ネルソン
- ライオネル・ハンプトン
- ウディ・ハーマン
- ダグラス・パーヴァイアンス
- アール・ハインズ
- ピーナッツ・ハッコー
- バーニー・ビガード
- メイナード・ファーガソン
- ルイ・プリマ
- レス・ブラウン
- プロレタリア・ジャズ・オーケストラ
- ボブ・フローレンス
- ジーン・ペイジ
- ジョニー・ペイト
- ボブ・ベルデン
- マーティ・ペイチ
- オスカー・ペティフォード
- フレッチャー・ヘンダーソン
- ルイ・ベルソン
- カウント・ベイシー
- エルボー・ボーンズ&ラケッティアーズ
- フランシー・ボラン - ケニー・クラーク＝フランシー・ボラン・ビッグバンド
- ヴァン・マッコイ
- デイヴィッド・マシューズ - マンハッタン・ジャズ・オーケストラ
- ロブ・マコーネル & ボス・ブラス
- ボブ・ミンツァー
- グレン・ミラー
- ジョージ・ラッセル（英語版）
- ジミー・ランスフォード
- バディ・リッチ
- ミシェル・ルグラン
- レオ・レイズマン
- アンリ・レネ
- ヴィンセント・ロペス
- 穐吉敏子 - 秋吉敏子＝ルー・タバキンビッグバンド、秋吉敏子ジャズオーケストラ フィーチャリング ルー・タバキン
- ニュー・ジャズ・オーケストラ
- メトロポール・オーケストラ

### 日本
- 朝比奈五朗 - 朝比奈五朗とダウン・ビーツ
- 新井英治 - THE HIT SOUND SPECIAL
- 有馬徹 - 有馬徹とノーチェ・クバーナ
- ダン池田 - ダン池田とニューブリード
- チャーリー石黒 - チャーリー石黒と東京パンチョス
- 大友良英 - ニュー・ジャズ・オーケストラ
- 多忠修 - 多忠修とゲイスターズ、多忠修とビクター・オールスターズ
- スマイリー小原 - スマイリー小原とスカイライナーズ
- 岡宏 - 岡宏とクリアトーンズ・オーケストラ
- 岡本章生 - 岡本章生とゲイスターズ
- 奥田英人 - 奥田“スインギー”英人＆ブルースカイオーケストラ
- 小曽根真  - No Name Horses
- 小野満 - 小野満とシックス・ブラザーズ、小野満とスイングビーバーズ
- 小原重徳 - 小原重徳＆ブルーコーツオーケストラ
- 北野タダオ - 北野タダオとアロージャズオーケストラ
- 菊地成孔 - DC/PRG
- 栗谷かずよ - 栗谷かずよクインテット
- ジェントル久保田 - GENTLE FOREST JAZZ BAND
- 清水康弘 - 横濱音泉倶楽部
- 鈴木章治 - 鈴木章治とリズム・エース
- カルロス菅野 - 熱帯JAZZ楽団
- 砂田知宏 - 砂田BB＆ミツキータ
- 高橋達也 - 高橋達也＆東京ユニオン
- 谷啓 - ザ・スーパーマーケット
- 角田健一 - 角田健一ビッグバンド
- 豊岡豊 - 豊岡豊＆スイングフェイス
- 中沢寿士 - 中沢寿士とMBSジャズオーケストラ
- 原信夫 - 原信夫とシャープス＆フラッツ
- 不破大輔 - 渋さ知らズ
- 前田憲男 - 前田憲男とウインドブレイカーズ
- 松本文男 - 松本文男とミュージックメーカーズ
- 三木敏悟 - 三木敏悟インナー・ギャラクシー・オーケストラ
- 三原綱木 - 三原綱木とザ・ニューブリード
- エリック・ミヤシロ - EMバンド
- 宮間利之（英語版） - 宮間利之とニューハード・オーケストラ
- 見砂直照 - 見砂直照と東京キューバン・ボーイズ
- 森寿男 - 森寿男＆ブルーコーツオーケストラ
- 森剛康 - 森剛康とゲイスターズ
- 八木美楠子 - Banda Mandacarinho
- 山本幸宏、市岡博 - ニュー・グルーヴ・ジャズ・オーケストラ
- 十中八九
- 東京ブラススタイル